# Investrust Bank
Investrust Bank Plc ist eine Aktiengesellschaft in Lusaka, Investrust House, Freedom Way. Es gibt Filialen in Lusaka, Kitwe und Chipata. Sie begann als Privatbank und ging 2004 an die Börse Lusaka Stock Exchange.
Investrust versteht sich vor allem als Geschäftsbank. Ihre Zielgruppen sind Geschäftsleute und Investoren auf dem inländischen Markt. Sie bietet die Führung von Konten. Im Jahr 2005 weist Investrust Einlagen im Wert von 162 Mrd. Kwacha aus, die in 73 Mrd. Krediten und 61 Mrd. Investitionen angelegt sind. Dem aktuellen politischen Druck entsprechend will Investrust sich künftig auch kleinen und mittleren Unternehmen zuwenden.
Das Aktienkapital beträgt 2010 fünf Milliarden Kwacha Nennwert, d. h. eine Aktie hat den Nennwert von einem Kwacha. Der für 2010 ausgewiesene Gewinn beläuft sich auf 4,939 Mrd. Kwacha.